# Glypta altamirai
Glypta altamirai là một loài tò vò trong họ Ichneumonidae.